# Wapen van Papendrecht

Wapen van Papendrecht

Het wapen van Papendrecht is op 24 juli 1816 bij Koninklijk Besluit aan de Nederlandse gemeente Papendrecht toegekend.
Het wapen toont drie windmolens. Papendrecht is sinds 1105 bekend, maar begon pas te groeien nadat het achterland onder Floris V werd ingepolderd met behulp van poldermolens. Molens speelden een belangrijke rol in de ontwikkeling van de gemeente. Wanneer het wapen is ontstaan, is niet bekend.

## Blazoenering
De beschrijving is als volgt: "Van lazuur, beladen met 3 molens van goud."
N.B. de heraldische kleuren in het schild zijn: lazuur (blauw) en goud (geel).